# Gustaf Johnsson
Nils Gustaf Johnsson (* 7. März 1890 in Malmö; † 11. Dezember 1959 in Washington, D.C., Vereinigte Staaten), später auch Gustaf Weidel, war ein schwedischer Turner und Diplomat.

## Erfolge im Turnen
Gustaf Johnsson, der für den Verein Malmö GFK turnte, nahm 1908 in London an den Olympischen Spielen teil und trat dort im Mannschaftsmehrkampf an, einem der beiden Wettkämpfe im Geräteturnen. Die Turnriegen bestanden aus 16 bis 40 Turnern und es war innerhalb von 30 Minuten Wettkampfzeit eine Gesamtpunktzahl von 480 Punkten möglich.
Der Wettbewerb bestand aus einer Gruppenübung mit und ohne Turngeräte, die innerhalb von 30 Minuten absolviert werden musste. Insgesamt waren acht Mannschaften mit in Summe 254 Turnern am Start. Eine Mannschaft musste dabei aus 16 bis 40 Turnern bestehen. Jeder der drei Kampfrichter vergab ein Maximum von 160 Punkten (40 für das Auftreten, 60 für die Ausführung und 60 für die Schwierigkeit). Dabei wurden Stil, Schwierigkeit, Vielseitigkeit und Gesamteindruck für die Wertung berücksichtigt.
Mit der schwedischen Mannschaft gewann Johnsson mit 438 Punkten vor Norwegen, dessen Turner auf 425 Punkte kamen, und Finnland mit 405 Punkten die Goldmedaille und wurde somit Olympiasieger. Zur Mannschaft gehörten neben ihm noch Gösta Åsbrink, Carl Bertilsson, Hjalmar Cedercrona, Andreas Cervin, Rudolf Degermark, Carl Folcker, Sven Forssman, Erik Granfelt, Carl Hårleman, Gunnar Höjer, Hugo Jahnke, Johan Jarlén, Nils Robert Hellsten, Arvid Holmberg, Carl Holmberg, Oswald Holmberg, Rolf Johnsson, Sven Landberg, Olle Lanner, Axel Ljung, Nils von Kantzow, Osvald Moberg, Carl Norberg, Erik Norberg, Tor Norberg, Axel Norling, Daniel Norling, Gustaf Olson, Leonard Peterson, Sven Rosén, Gustaf Rosenquist, Axel Sjöblom, Birger Sörvik, Haakon Sörvik, Karl-Johan Svensson, Karl-Gustaf Vingqvist und Nils Widforss.

## Karriere als Diplomat
Johnsson studierte an der Universität Lund und erwarb dort einen Abschluss in Philosophie sowie in Jura. In dieser Zeit änderte er auch seinen Nachnamen in Weidel. Nach dem Studium trat er eine Stelle im Außenministerium an. Von 1922 bis 1933 war er als Wirtschaftsattaché in Washington, D.C. tätig, anschließend war er bis 1935 schwedischer Generalkonsul in New York City. Es folgten Entsendungen als schwedischer Botschafter nach Rio de Janeiro (1936 bis 1943), Lissabon (1943 bis 1951) sowie Kairo (1951 bis 1955). Bei seiner letzten Station war er darüber hinaus für die diplomatischen Beziehungen in Damaskus und Beirut verantwortlich. Johnsson bzw. Weidel starb am 11. Dezember 1959 in Washington, D.C. Er war von 1921 bis zu seinem Tod mit Louisa Pape verheiratet.
Im Rahmen seiner Diplomatentätigkeiten erhielt Weidel zahlreiche staatliche Auszeichnungen. So erhielt er unter anderem das Großkreuz des brasilianischen Nationalen Ordens vom Kreuz des Südens, des portugiesischen Christusordens und des ungarischen Verdienstordens. In Schweden war er Kommandeur mit Großkreuz des Nordstern-Ordens sowie Ritter I. Klasse des Wasaordens.